# Zheng He
Zheng He (traditionelt kinesisk: 鄭和, Wade-Giles: Cheng Ho, blev også kaldt San Bao; født 1371, død 1435) var en berømt admiral og opdager som blev født i Yunnan-provinsen i Kina. 
Han var af muslimsk familie og blev taget i tjeneste hos prins Zhu Di af Yan, den fjerde søn af Ming-dynastiets første kejser. Efter, at Zheng He som tiårig blev taget i tjeneste, blev han også kastreret.
Som søofficer udmærkede Zheng He sig i Zhu Dis kamp for at nå magtens tinder. Da hans kamp var blevet kronet med held, beordrede Zhu Di sin admiral til at lede syv ekspeditioner mellem 1405 og 1433; de gik til Stillehavet, Det indiske hav, Rødehavet og den Persiske golf. Målet med ekspeditionerne var at fange en rival til kejsertronen, men også handel og diplomati. De blev delvis voldsomme, og han stødte på pirater og barbarer på sin færd. 
Hver ekspedition skal ifølge datidige kilder have talt over 300 skibe med omkring 30.000 mand. Skibene blev kaldt djonker og de største var cirka 150 m lange med ni master. Skibene havde blandt andet vandtætte skrog, noget som ikke blev almindeligt i europæisk skibsbygning før i nittenhundredetallet. (Se artikel om skibets historie)
Navnet San Bao fik han muligvis fordi han mindede om Sindbad fra de arabiske sagn. Hans rejser blev kendt som eunukken San Baos rejser på det vestlige hav.(三保太監下西洋).
Zhen He er begravet i en krypt udenfor Nanjing i Kina.